# Мир Gunnm

Небесный город Салем в аниме.

Мир Gunnm — вымышленный мир, в котором происходит действие аниме и манги Battle Angel (Gunnm). Сюжет разворачивается на планете Земля в далеком будущем, примерно в XXVI веке по нашему исчислению. Данная вселенная, представляющая собой мир-антиутопию, описывается как в оригинальной манге Gunnm, созданной Юкито Кисиро, так и в снятом по её мотивам аниме. Кроме того, этот же мир Юкито Кисиро в дальнейшем развивает в Gunnm: Last Order (яп. 銃夢 LastOrder, «Сны оружия: Последний приказ») и в манге Haisha, которая полностью посвящена экстремальному виду спорта моторболу, весьма популярному среди жителей. Здесь же разворачивается действие видеоигры Gunnm: Martian Memory, где, например, есть возможность получать награду за головы преступников (то есть выполнять обычную работу охотника за головами) или играть в моторбол.
Мир Gunnm типичен для жанра киберпанк. По словам писателя и критика Лоренса Персона, «классическими персонажами киберпанка являлись маргинализированные, отверженные одиночки, живущие на краю общества в, обычно, антиутопичных вариантах будущего…» В Gunnm эта особенность жанра доведена до предела: основные персонажи даже живут на свалке, хотя технологии развились до почти полной неузнаваемости и грань между людьми и машинами размылась. В обществе царит сильное социальное расслоение. Главная героиня, девушка-киборг Гали, была выброшена на свалку металлолома. Друг Гали Да́йсукэ Идо, учёный Дисути Нова и многие другие персонажи лишены гражданских прав и доступа в высшее общество. Элита живёт в городе, парящем над землей, и практически никогда не спускается вниз. На земле, в Нижнем городе, не появляются даже работники внешней службы безопасности, чей прямой долг — следить за тем, что происходит внизу; местные жители считаются отбросами. Автор Gunnm Юкито Кисиро объясняет на своём официальном сайте, что в его манге есть две основных темы: «мрачная», имеющая отношение к тёмным реалиям жизни, и «триумфальная», которая показывает добро в человеческой душе. Кисиро постарался показать разительный контраст между ними.

## История создания
Gunnm известна своей тщательно проработанной вымышленной вселенной. Сам автор признавался, что в первую очередь, занимается именно проработкой сюжета и главной темой произведения, а уже позднее придумывает персонажей. В интервью Extra Business Jump Special Issue он добавляет, что фундамент всего произведения — это мир, проработка которого должна предшествовать созданию сюжета и персонажей, так как логически обоснованная вселенная является «контейнером» для событий и персонажей. Но поскольку не всегда возможно успеть заранее детально продумать мир произведения до начала публикации манги в журнале, некоторые детали приходится изобретать «на ходу». Что, в случае небрежности со стороны автора, может легко сломать логическую цельность вымышленной вселенной, ломая тем самым и логическую связность самого произведения, поэтому, замечает Кисиро, автор должен всегда помнить о мире произведения. Чтобы сохранить логическую целостность и при этом уложиться в сроки, выдвигаемые издательством, сам он при создании манги Gunnm начал с создания «скелета» мира, который, по мере развития сюжета, стал обрастать новыми деталями при сохранении логической связности.

## Города
Основным местом действия манги Gunnm является огромный город и прилегающие к нему окрестности. Как единое целое город не имеет своего собственного названия и состоит из трёх городов: Наземного, Небесного и Космического. И если Космический город, Йеру, в манге присутствует закулисно, то Небесный город, Салем, является движущей силой сюжета, а основным же местом действия стал расположенный на поверхности земли город Кудзу-тэцу-мати и его окрестности. Позднее, в продолжении манги Gunnm: Last Order, действие переносится в Небесный, а затем и в Космический город.

### Салем
Салем (яп. ザレム Дзарэму) — утопический город, парящий в небе, где «царит относительная гармония». Сюда мечтают попасть многие люди, для которых Небесный город — зримое воплощение рая и красивой жизни. Салем подвешен к циклопическому космическому лифту, с другой стороны которого располагается космический город Йеру с космопортом, исполняющий функцию противовеса. Сам же лифт соединён с орбитальным кольцом, находящимся на орбите между Салемом и Йеру,, образуя космический мост С поверхностью Небесный город связан большими трубами-канатами, которые ведут к Фабрикам. Фабрики производят всё, что необходимо для жизни в Салеме, включая еду и напитки, для чего используется сырьё с ферм и шахт, расположенных на расстоянии сотен километров от города.
Так описывает город «АниМаг»:

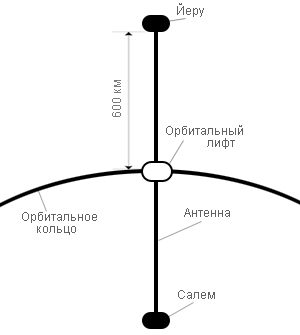

Космический мост

Горделиво парящий в небесах огромный диск — город будущего под названием Салем, таким он видится снизу, оттуда, где среди груд мусора […] живут те, кто может лишь мечтать, чтобы попасть туда.
Небесный город как «футуристический рай» присутствует в качестве зримого (хотя порой и неявного) мотива многих героев манги: одни одержимы мыслью попасть в Салем; другие (например, Гали и Идо) работают на него в качестве охотников за головами (получают деньги за головы преступников); хитроумный владелец одной из Фабрик Вектор, работающий только на себя и мечтающий прибрать к рукам всю свалку, фактически, работает на Небесный город: всё, что, по мнению Вектора, принадлежит ему, на самом деле принадлежит Небесному городу; ненавидящий Небесный город Дэн живёт мечтами о свержении власти Салема.
Сам Салем и жизнь в нём в манге показываются только мельком.

#### Название города
Имя города заимствовано у библейского Салима, или Шалема, — древнего ханаанского города в Палестине, позднее получившего название Иерусалим, упоминаемого в Книге Бытия (Быт. 14:18) и Псалтыри (Пс. 75:3). А название города Йеру, находящегося на другом конце космического лифта и по сути составляющего единое целое с Салемом, вместе со словом «Салем» образует «Иерусалим»: Jeru + Salem = JeruSalem. В официальном английском переводе аниме, выполненным ADV Films, город называется Залем (англ. Zalem), а в официальном переводе манги VIZ Media — Тиферет (Typhares, ивр. תפארת‎ — красота, роскошь).
Согласно рассказу самого Юкито Кисиро в «Энциклопедии Снов оружия», первоначально он хотел назвать город Heaven’s Gate (англ. Небесные врата). Но затем у него возникла ассоциация Небесного города с Иерусалимом, и он создал связку городов Йеру и Салем. Японское название ザレム (дзарэму) связано с тем, что изначально выбрав サレム (сарэму), автор решил придать ему лёгкий «немецкий акцент». Название «Heaven’s Gate» было затем дано любимому напитку одного из персонажей, Вектора.

#### Жизнь в Салеме
В Салеме правит центральный компьютер, именуемый Мелхиседеком. Практически единственное наказание для граждан — это «лечение» (усиленное «промывание» мозгов). Для облегчения этого процесса молодым людям при достижении совершеннолетия делают особую операцию на мозге, которая позволяет манипулировать как памятью, так и сознанием. Факт хирургического вмешательства является большим секретом, но ещё большим секретом является то, что на самом деле никакой операции на мозге не делают, а заменяют мозг на биочип, переписывая воспоминания и часто добавляя ограничители поведения (но не всегда, как в случае с Дайсукэ Идо и Новой). Это позволяет править как воспоминания, так и саму личность. При этом гражданам оставляют человеческие тела. Как заметил профессор Дисути Нова в разговоре с киборгом Гали, у неё, как у представителя Нижнего города, тело машины с человеческим мозгом, а у него, как у представителя Верхнего города, мозг машины с человеческим телом.
В связи с высокой эффективностью лечения и наличием ограничителей, над жителями ведётся лишь очень слабый надзор, что позволяет сохранить иллюзию свободы, поэтому многие считают свою жизнь если не утопической, то сносной. Жители Салема, считает владелец сайта The Sunny Spot, — «слабовольные овцы, которые счастливы жить, как живут, и умирать так же». Для тех, кто разочаровался в жизни, но не хочет обратиться за лечением, есть в распоряжении Будка самоубийств. Практически единственный проступок, за который можно серьёзно поплатиться — дружба с не-гражданами, выразившаяся в действиях. За это вместо лечения могут сбросить из Салема вместе с мусором. Подобное изгнание теоретически не считается смертельным, но сброс осуществляется с огромной высоты. Даже наличие парашюта не гарантирует выживания, так как парашютиста могут сбить ПВО Фабрики.
Лифт, соединяющий Салем с его космическим городом-близнецом Йеру, официально уже в течение нескольких лет находится на «временном ремонте». Никто из жителей Салема не помнит, когда лифт был в рабочем состоянии, но все знают его предназначение. Как удалось установить профессору Нове, этим лифтом не пользовались свыше двух сотен лет.
Единственный способ избежать лечения — это заблаговременно бежать из города, как в своё время бежали доктор Идо и доктор Кирен, а также девятью годами ранее профессор Нова. Поскольку сбежавшие, как правило, угрозы не представляют, то обычно их и не разыскивают, и удавшийся побег не превращает сбежавшего в вечного беглеца. Единственной проблемой для бежавшего оказываются суровые реалии жизни за пределами Салема. Так, например, Кирен оказалась настолько разочарована жестокой реальностью, ожидавшей её внизу, что стала мечтать о возвращении в Салем. В то же время Идо, несмотря на навалившиеся поначалу невзгоды, по-прежнему считает, что и в Нижнем городе можно быть счастливым, проникнуть же в Салем невозможно.

#### Спецслужбы

##### MIB
Здоровое тело и здоровая психика! — это основа граждан Салема!
MIB (сокращение от англ. Medical Inspection Bureau, дословно «Медицинское инспекционное бюро», МИБ) — организация, которая, помимо медицины и евгеники, занимается лечением неблагонадёжных граждан и выполняет функции внутренней службы безопасности, то есть следит за гражданами, а также за другими службами безопасности, включая и GIB — Наземное инспекционное бюро. Кроме медицинских роботов, способных выполнять сложные хирургические операции, MIB владеет роботами, предназначенными для успокоения буйных больных. Эти роботы способны стрелять шприцами и используются для того, чтобы отправлять граждан на принудительное лечение.
В манге практика евгеники в Салеме упоминается лишь вскользь в слоганах наподобие «Дети Салема — чудо евгеники!» и «Салем — генетически совершенное общество». Также упоминаются, как часть евгеники, многочисленные тесты (психологические и физические), которые сдаются при достижении совершеннолетия, перед получением гражданства. Что происходит с теми, кто их не сдал, не сообщается.

##### GIB
GIB (сокращение от англ. Ground Inspection Bureau, дословно «Наземное инспекционное бюро», НИБ) — служба безопасности Салема, занимающаяся защитой города и его имущества. За исключением агентов и информаторов, GIB состоит из граждан Салема. Помимо агентов и информаторов, GIB широко использует разведывательные беспилотные летательные аппараты, роботов-инсектоидов, способных проникнуть в мельчайшие щели, а также небольших роботов, замаскированных под игрушки и талисманы. Агенты бывают как завербованными обитателями нижнего города и его окрестностей, так и киборгами собственно GIB. Каждый потенциальный информатор или агент перед вербовкой проходит длительный период оценки на профпригодность, когда за ним тщательно следят с использованием специальных устройств, например, подбрасывают игрушку-талисман, постоянное присутствие которой не вызывает подозрений.
Согласно интервью Юкито Кисиро, идея киборгов GIB основана на первоначальном сюжете манги — додзинси Reimeika, рассказывавшем о правительственном спецподразделении T.U.N.E.D. и состоящем из киборгов, в числе которых была Гали. После глубокой переработки сюжета, название T.U.N.E.D. сохранилось став характеристикой киборгов GIB.

### Кудзу-тэцу-мати
Кудзу-тэцу-мати (яп. クズ鉄町 Кудзу-тэцу-мати, досл. «город свалки металлолома») — город, расположенный под Салемом и построенный вокруг гигантской свалки; «типичный киберпансковский ад». Здесь обитают отбросы общества, живущие за счёт мусора, сбрасываемого сверху, и «размылось само понятие „человек“…». Внешнее кольцо города составляют Фабрики Салема, на которых работает часть жителей. Там люди заняты переработкой вторсырья со свалки и производством товаров для Верхнего города, в том числе пищевых продуктов. Именно отходы производства пищевых продуктов, предназначенных для Салема, являются главным источником еды для жителей Кудзу-тэцу-мати.

Нижний город Кудзу-тэцу-мати в аниме Battle Angel.

Это «жестокое, гротескное место, заселённое преимущественно преступниками и охотниками за головами», пишет обозреватель журнала SCI FI Weekly. Поскольку Салем волнует только безопасность Фабрик, в самом городе очень высокий уровень преступности, дальнейший рост которой сдерживается тем, что крупные банды могли бы представлять угрозу для Фабрик. И потому за головы известных преступников назначаются награды. Многие жители являются киборгами или наполовину киборгами. Одна из причин — уровень местной медицины, так как местные жуликоватые врачи, стараясь вытянуть из пациентов как можно больше денег, по малейшему поводу проводят недешёвые хирургические операции с заменой органов на кибернетические имплантаты. Появление киборгов в манге создатель Gunnm Юкито Кисиро объяснил тем, что его интересует научно-технический прогресс, его плюсы и минусы. «Городская жизнь в наше время похожа на жизнь киборгов, — рассказывал он в интервью для журнала Animerica в 1993 году — Люди теряют дееспособность, стоит отключить электричество».
Помимо кольца Фабрик, Кудзу-тэцу-мати окружён высокой стеной, сплошь покрытой водопадом очень едкой жидкости и прикрытой сверху ПВО. Немногие входы в город усиленно охраняются. Все железнодорожные станции напрямую соединяют Фабрики, принадлежащие Салему, с фермами и шахтами, принадлежащими тому же Салему. Все эти поставки из-за города предназначены в первую очередь Салему, а в Кудзу-тэцу-мати обычно попадают отходы.
Рецензент на сайте MangaLife.com описывает Кудзу-тэцу-мати как место, где «встречаются кибернетические технологии и головорезы городских низов», скапливаются «отбросы человеческого рода, и где бедность, жестокость и преступления являются обычным делом» Согласно JapanVisitor.com, «у истоков лежит ущерб, наносимый промышленностью окружающей среде, — проблема, которая владеет японскими умами в настоящее время». Автор статьи называет город «неоновым металлическим морем, без каких-либо следов растительности, птиц или животных (за исключением собак)».
Место действия — город-свалка — было не случайно выбрано Юкито Кисиро. В интервью для журнала Animerica он пояснил:

В месте, где я родился, был вырублен весь лес и стояло лишь несколько домов. Мой отец, эксцентричный человек, был помешан на мотоциклах для езды по дюнам. Он бесконечно рылся на свалках в поисках деталей, которые можно было использовать. Иногда он брал меня с собой… Я до сих пор люблю проводить время на свалках.

Под городом находится канализация, представляющая собой гигантское, полное опасностей подземелье, про которое ходят страшные слухи о мутантах и реках ядовитых отходов. Согласно Gunnm: Gaiden, тень от Салема, падающая на Нижний город, снижает его среднюю температуру на 5-15 °C.

#### Развлечения
Одно из любимейших развлечений жителей — гладиаторские бои на арене «Колизей». В отличие от римских амфитеатров, местная арена представляет собой высокий помост, расположенный в котловине. Между мангой и аниме имеется расхождение относительно роста гладиаторов: если в аниме рост может превышать человеческий не более чем в полтора раза, то в манге никаких ограничений нет. Так, например, в манге у гладиатора Кинубы пальцы толщиной с человеческую голову, а кулаки шире его собственной головы. Расхождение в росте также касается расхождения в размерах голов — в аниме головы у гладиаторов хоть и большие, но всё же человеческих размеров, а в манге в несколько раз больше человеческих.
Кроме того, очень популярным является экстремальный вид спорта моторбол. Большинство моторбольных трасс построены Салемом. JapanVisitor.com полагает, что этот жестокий вид спорта призван успокаивать недовольных горожан, как в фильме «Бегущий человек».

#### Огнестрельное оружие

Обложка первого издания манги, где Гали изображена с пистолетом. На самом деле, Гали пистолетом не только не пользовалась, но и не могла пользоваться: во-первых, в Нижнем городе нет такого оружия, во-вторых, существует запрет на его ношение. Позже, для издания Complete Edition, была нарисована другая обложка, не противоречащая сюжету.

Несмотря на то, что на обложке первого издания манги Гали изображена с пистолетом, огнестрельное оружие запрещено на территории нижнего города. В первом томе манги Гали не использует пистолет, и такое оружие в манге не встречается, только в шестом томе Гали приговаривают к смертной казни за использование револьвера. До этого момента из всего огнестрельного оружия появляются только гранатомёты (у роботов, официально представляющих Салем) и одноразовый самопал для стрельбы исключительно в упор (у сумасшедшего моторбольного фаната, решившего убить Гали). В шестом томе манги поясняется, что огнестрельное оружие временно выдаётся официальными представителями Салема охранникам поездов, везущих грузы для Фабрик, производящих всё необходимое для жизни в Верхнем Городе. Для уверенности в том, что охранники не сбегут с оружием, на каждого охранника на время несения службы обязательно надевается бронежилет со взрывчаткой, которая взрывается как при попытке сбежать с оружием, так и при передаче его третьим лицам. Попытка самостоятельно снять бронежилет также приводит к взрыву.

#### Законы и роботы Фабрики
Единственными полномочными представителями Салема в нижнем городе являются роботы, называемые Deck Man (яп. デッキマン Дэкки Ман, от англ. deck officer, досл. «палубный» офицер, например, боцман с помощниками — лицо ответственное за груз и техобслуживание) и Net Man (яп. ネットマン Нэтто Ман, англ. net — «сеть»). Именно Роботы Фабрики занимаются тем, что устанавливают и выдают награды за головы преступников, устанавливая, таким образом, «Законы Фабрики».
Deck Man представляет собой цилиндр с мозгом и системой жизнеобеспечения, без собственных конечностей (хотя «глаза», рот и орган слуха имеются, а в случае необходимости их ставят на шагающую подставку с манипуляторами). Net Man — мобильный самодвижущийся терминал с принтером, клавиатурой и экраном, оснащённый собственным манипулятором, живыми пальцами, слотом для оружия, «глазами», ртом и постоянной радиосвязью с Фабрикой. Разное телосложение роботов связано с различными функциями: модификации Deck Man’ы практически постоянно находятся на контролируемых территориях (на Фабриках, фермах, шахтах и т. п.) и подключены к оборудованию, а модификации Net Man’ы представляют Салем на остальной территории города, для чего оснащены терминалом и вооружены. Помимо представительских функций, роботы Net Man’ы выполняют функции ПВО, охраны Фабрик и ворот города, а также способны в случае ЧП поддержать охотников за головами. Все эти роботы не работают на производстве, а только защищают интересы Салема, постоянно находясь на Фабриках и немногих выходах из нижнего города. На случай серьёзных ЧП на Фабриках постоянно базируются настоящие военные силы — меха, при поддержке роботов Net Man’ы выполняющих функции пехоты.
Владельцем Фабрики может считаться не только Верхний город, но и любой житель Нижнего города. Такой владелец занимается организаторской работой, нанимая работников и получая прибыль, но не может решать, в каком количестве и какие товары производить, куда поставлять продукцию — все эти вопросы находятся в компетенции роботов, представляющих Салем.
Поведение роботов регламентировано законами, строгое следование которым они порой доводят до абсурда. В частности, запрет на полёты привел к тому, что ни в Нижнем городе ни в его окрестностях нет птиц, так как они сбиваются роботами. В восьмой части манги на глазах у маленького сына Дисути Новы сбили канарейку, которую он по доброте душевной решил отпустить на свободу.
Несмотря на то, что у роботов имеется человеческий мозг, многие функции, включая волю, настолько подавлены, что среди жителей Нижнего города принято воспринимать их не как живых существ или киборгов, а как «механических» роботов. Для усиления эффекта отчуждения Фабрики от Нижнего города роботам специально сделали максимально нечеловеческие металлические тела, не вызывающие в сочетании с поведением никаких ассоциаций с киборгами, которых в Кудзу-тэцу-мати немало. Источником пополнения роботов служат добровольцы, желающие совершить эвтаназию, им официально предлагают стать одним из роботов. Для создания роботов Фабрики используется живой мозг, а остальные части тела в зависимости от качества либо отправляются в Салем, либо распродаются в Нижнем городе. Законы предусматривают две категории преступлений:
| Преступления категории «A» | Преступления категории «B» |
| --- | --- |
| - Разрушение фабрики - Кража с фабрики - Препятствование поставкам в Небесный город - Создание огнестрельного оружия - Оказание сопротивления охотнику за головами | - Убийство или повреждение головного мозга за пределами Арены - Продажа или покупка живого головного мозга - Кража живых частей тела                                                                                           |
| Полное расследование и поиск преступника производятся роботами Фабрики. В поиске могут принимать участие охотники за головами.                                     | Краткое расследование производится роботами Фабрики, если преступник не идентифицирован — расследование прекращается, но информация продолжает храниться в базе данных. Поиск преступника производится охотниками за головами. |
| Пример: Гали за применение револьвера была арестована роботами Фабрики.                                                                                            | Пример: До того, как воровавший спинной мозг Юго не наткнулся на охотника за головами, его не объявляли в розыск, но как только установили личность, была найдена связь с другими, ранее совершёнными преступлениями.          |

### Йеру
Йеру (яп. エル Эру) — космический город с космопортом, близнец Салема, находящийся на другом конце космического лифта. Название происходит от японского Эрусарему (яп. エルサレム) — Иерусалим, в официальном английском переводе манги VIZ Media город был переименован в Кетер (Ketheres, ивр. כתר‎ — корона).
Первоначально он предстаёт как заброшенное необитаемое место, поддерживаемое автоматикой, но в вышедшей позднее Gunnm: Complete Edition (переиздание с изменённой концовкой) подробное описание Салема и Йеру было удалено. В продолжении манги Gunnm — Gunnm: Last Order — это место обитаемо и имеет собственные организации и службы безопасности. Помимо Йеру, в Last Order появилось множество других локаций, например, Марс — родина Гали, сфера Дайсона вокруг Юпитера, терраформированная (подстроенная под земные условия) Венера и так далее.
Подробнее об организациях Йеру и жизни в нём см. «Gunnm: Last Order».

## Мир вокруг Салема и Кудзу-тэцу-мати
Большая часть окрестностей Салема и Кудзу-тэцу-мати представляет собой гигантскую пустыню с руинами прежних городов. Вдоль немногочисленных рек разбросаны фермы, принадлежащие Небесному городу. Помимо ферм и шахт, от которых идут железные дороги к Фабрикам Салема, существует также несколько уникальных мест:
- Альхамбра — рыбацкая деревенька на руинах одноимённого города.
- Гранитный дом — новая лаборатория и жилище профессора Новы.
- Подземный город — обитаемые руины засыпанного песком города.

Поскольку от окрестностей Кудзу-тэцу-мати требуются только поставки сырья и еды для Фабрик, принадлежащих Салему, там отсутствуют какие-либо законы, свободно рыщут вооруженные банды. Вплоть до появления армии Bar Jack, поднявшей восстание, за городом (за исключением ферм) отсутствовали какие-либо властные структуры и царила полная анархия. Bar Jack же устанавливает свои властные структуры (правда, состоящие из «бывших» бандитов), и за пределами Ферм.
Поезда не перевозят пассажиров, но при наличии вакансии можно наняться на поезд охранником, таким образом совершив бесплатную поездку, а за работу ещё и заплатят. Единственным недостатком такого способа путешествий является то, что на поезда нападают банды грабителей. А лидер армии Bar Jack (Дэн) беспощаден к «предателям», то есть к наёмникам Салема. Кроме того, шансы выжить уменьшаются за счёт того, что наёмникам на время путешествия надевают бронежилет с взрывчаткой, которая взрывается при побеге. Если бандиты и оставят кого-либо живым, то выжившего ожидает медленная смерть от голода и жажды посреди разграбленного поезда или же быстрая смерть от собственного бронежилета при попытке бежать. Альтернативный способ путешествий на автомобиле или грузовике плох тем, что в случае встречи с бандитами за ними будет явное численное преимущество. До появления Bar Jack путешествие на поезде было гораздо безопаснее, чем путешествие на автотранспорте.

### Армия Bar Jack

Супер-пушка, способная сбить Салем, и правый локомотив (левый не видно). На броне танка едут унифицированные киборги-солдаты, а на башне — обычные, не унифицированные, солдаты.

Армия Bar Jack (яп. バージャック Ба: Дзякку) — бывшая банда Дэна, переименованная в армию. Их цель — уничтожение Салема. Банда стала легендой среди тех, кто ненавидит Салем. Отношение обычных людей неоднозначное: некоторые считают Дэна бандитом, другие (несмотря на действия некоторых солдат и его личную жестокость) — освободителем, так как помимо налётов на поезда, Дэн обещал свержение власти Салема и занимается освобождением ферм. Действуя как силой, так и агитацией, он смог включить в свою армию несколько крупных и мелких банд. Главари примкнувших группировок получили в армии официальные командные посты и командирские должности, продолжая командовать своими же людьми. Впрочем, армия состоит не только из бандитов, туда принимаются все желающие воевать против Салема. Включая как и обычных людей, так и лиц с сомнительной репутацией. Например, таков мистер Бьюик — бывший маньяк и серийный убийца, увлекающийся «художественной» фотографией трупов и умирающих, присоединившийся к армии в качестве фотографа и журналиста.
Место в армии находится всем желающим, так как хирурги всегда готовы переделать любого добровольца в киборга. Переделка раненного в киборга считается нормой, даже если ранение не угрожает жизни. С целью упрощения ремонта и взаимозаменяемости комплектующих создана унифицированная конструкция киборга, в которой от человека остается лишь голова (точнее, мозг и лицо), подключенная к компактной системе жизнеобеспечения. Тело является отдельным и может быть заменено, поэтому при поломке голову подключают к другому телу, которое отправляется на ремонт, а сам солдат вновь идёт в бой. То же самое происходит при смерти солдата, то есть при выходе головы из строя, — его тело отдают другому. Чтобы солдат Bar Jack не испытывал страха перед боем, ему в затылок делают укол адреналина. Поскольку голова является единственным уязвимым местом, то её накрывают бронированным колпаком с прозрачным забралом спереди. Также в армии есть множество обычных, неунифицированных киборгов. Так, например, офицеры, водители, пулемётчики, артиллеристы, инженеры, хирурги не являются унифицированными. Место находится и тем, кто хочет умереть — из них изготавливаются киборги-ракеты, являющиеся по своей сути камикадзе. От них оставляют голову, которую подключают не к телу, а к ракете.
В интервью журналу Animerica Юкито Кисиро рассказывал, что в детстве очень любил одну игрушку — фигурку киборга, которая «была целиком сделана из пластика, и внутренние механизмы с лёгкостью просматривались. Можно было отсоединять части тела». Автор поясняет: «Наверное, именно поэтому я уверен, что у киборгов всегда должны быть отсоединяемые части тела.»
Армия владеет разнообразной бронетехникой, в основном состоящей из переделанных автомобилей и грузовиков, среди которых особенно выделяются тяжёлые карьерные грузовики. Имеется и бронетехника, построенная специально для Bar Jack, — танки, имеющие кубическую башню с короткоствольной пушкой, и тяжёлые БТР с пушками. Есть и несколько захваченных поездов, которые почти не используются в боевых действиях, так как Дэн предпочитает появляться внезапно и быстро исчезать, а поезд стоит на рельсах и не обладает непредсказуемостью.
Оружие Bar Jack является копией древнего оружия, найденного в руинах старых городов. Безымянный оружейник, у которого берёт интервью мистер Бьюик, рассказывает о том, что собирается создать свою собственную модель оружия и что труднее всего было наладить производство боеприпасов. Поскольку дальность стрельбы обычного оружия невелика, а Салем висит высоко в небе, то разрабатывается супер-оружие: колоссальная пушка, которую тянут несколько локомотивов. Размеры супер-пушки так велики, что она не вмещается в железнодорожную колею, и для её перевозки проложили две параллельные колеи; подобно верхней планке буквы «П», она лежит на двух поездах. В перспективе способна сбить Салем.
Дэну нравится внушать окружающим страх и трепет, он любит помечать свой путь трупами врагов в частности сажать их на кол. Освобождённые фермы, как правило, отмечены трупами тех, кто служил Салему. Типичная отметка — флагшток со знаменем армии, на который насажен труп официального и полномочного представителя Салема и прибита табличка с названием населённого пункта.

### Фермы

Обычная ферма, построенная на руинах города.
В правом нижнем углу видна огороженная железнодорожная станция со складскими помещениями. В правом верхнем углу, за рекой — поля. Часть реки отведена в запруду, расположенную прямо на территории фермы. Вокруг запруды растут фруктовые деревья, а около фермы раскидано множество ветряков.

Типичная ферма, принадлежащая Салему (или освобождённая Армией Bar Jack), представляет собой крупную деревню с деревянными невысокими домами, высотой от одного до трёх этажей. Фермы обычно расположены на берегу реки, часть домов стоит на сваях в запруде, между ними пролегают деревянные мостики-улочки. Запруда используется для разведения рыбы, раков и т. п. Для перемещения по запруде, имеющей размеры небольшого озера, используются лодки с парусом. На территории деревни растут сады, а за пределами расположены обширные поля. В деревне также имеется несколько ветряков и железнодорожная станция, связывающая её с Фабриками Салема. Станция огорожена стеной с вышками и бронированными воротами. На территории станции (то есть за забором) находятся складские помещения. Там же расположена водонапорная башня и другие важные объекты. На этой охраняемой территории находятся официальные и полномочные представители Салема — роботы.
В отличие от жителей Кудзу-тэцу-мати, которые едят отходы пищевого производства, жители ферм питаются хорошо. Однако им, как правило, не хватает докторов и квалифицированной медицинской помощи, а все поставки медикаментов и запчастей для киборгов напрямую зависят от поставок с Фабрик. Точно так же обстоит дело и с другими промышленными товарами. Фермы, освобождённые армией Bar Jack, в свою очередь зависимы от поставок Bar Jack, которая организовала собственное производство комплектующих и оружия.

### Альхамбра
Альхамбра — рыбацкая деревенька на полузатопленных руинах одноимённого города, независимая и от Салема, и от армии Bar Jack. Место расположено на берегу моря, здесь находится множество рыбацких лодок и яхт, повсюду катаются серфингисты. Руины старого города, часть которых торчит прямо из воды, фактически превратились в искусственные скалы и густо заселены птицами, поэтому выглядят как настоящий птичий базар. Море богато рыбой, также в нём водится гигантский морской змей 20 метров длиной, на которого охотятся змеебои с гарпунами.
Морской змей заплывает в этот регион не каждый год, лишь раз в несколько лет в погоне за морскими котиками, поэтому его прибытие воспринимается почти как праздник. В охоте прямо или косвенно участвует вся деревня, так как змей не только опасен, но и представляет собой очень большую и очень ценную добычу. Змеебой, попавший в змея первым, получает особую награду. Рыбацкие лодки, использующиеся в охоте, имеют «обрубленные» носы и треугольный косой парус.

### Подземный город
Обитаемые руины засыпанного землёй Подземного города находятся на территории, контролируемой армией Bar Jack. Над городом находится пограничный знак Bar Jack, состоящий из обугленных трупов и обгоревшего остова автомобиля, насаженных на кол.
В Подземном городе существует множество различных гротов, своды и стены которых частично поддерживаются за счёт уцелевших остовов зданий. Благодаря этому высота подземных гротов, расположенных между небоскрёбами, может достигать десятков метров. Подземные реки и озёра не только приносят пользу, обеспечивая жителей водой, но и способны подмыть грунт, вызвав обвал. Типичный облик жителя Подземного города таков, что трудно сказать, киборг это или человек. Все открытые части тела, включая лицо и пальцы, густо перебинтованы. Помимо мешковатой одежды, жители носят шахтёрскую каску с фонариком, обувь зачастую отсутствует — её заменяют бинты, обёртывающие каждый палец ноги так, чтобы можно было шевелить ими. Дополняет облик неизменная шахтёрская кирка.
В городе часто бывает сын Дисути Новы ди-джей Хаос, чей авторитет здесь настолько велик, что на время присутствия он становится неформальным лидером города. Поскольку Хаос интересуется археологией, ему относят различные любопытные предметы, найденные на руинах. В дни, когда он гостит в Подземном городе, именно с его личным участием решается, что и где копать.

### Гранитный дом

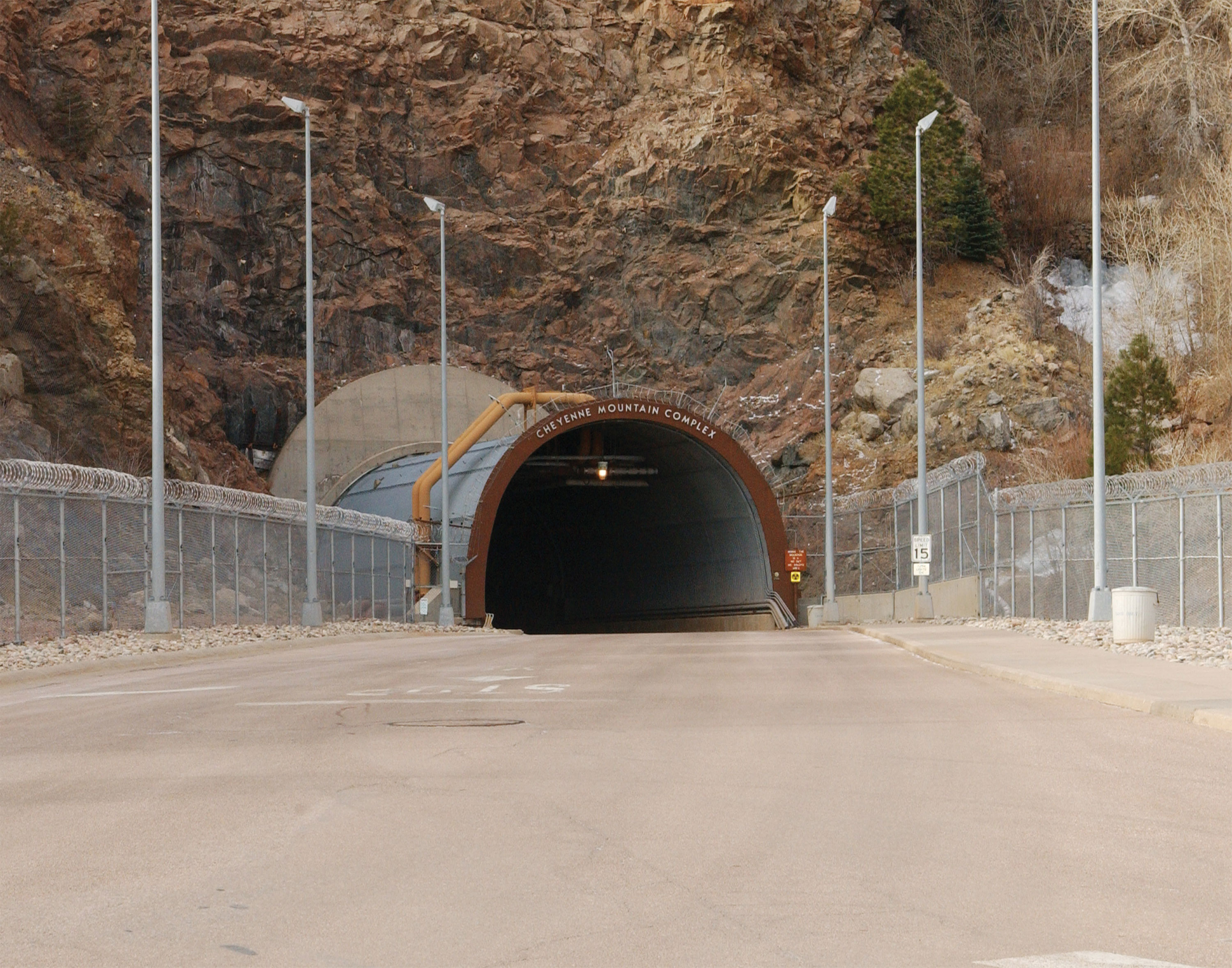
Вход в бункер NORAD
(в реальной жизни)

Гранитный дом — лаборатория и жилище фанатичного учёного Дисути Новы. Согласно сведениям GIB (службы безопасности Салема), Гранитный дом расположен в горе Шайенн, в недрах бывшего военного бункера NORAD.
Огромный грот на верхнем уровне переоборудован в сюрреалистический парк развлечений с каруселями из живых существ, которые не могут сойти с карусели, потому что вживлены в неё и вынуждены бежать по кругу. Чтобы они не погибли от голода и жажды, прямо в кровь им впрыскивается питательный раствор. Практически по всем аттракционам и вратам развешаны барельефы с говорящими живыми лицами — с внешностью и голосом профессора Новы. Они одеты в странные очки (точно такие, как у Новы) и в клоунский воротник.  В парке также находится зеркальный лабиринт, с жуткими, но безвредными ловушками.
В центре всего парка находятся апартаменты профессора Новы, к которым примыкают кухня и столовая. Ниже апартаментов Новы находится обширный лабораторный комплекс со своими собственными складами, на которых помимо прочего содержатся подопытные, то есть те, кто попал в плен к армии Bar Jack и был оставлен в живых, чтобы стать жертвой экспериментов. По неподтверждённым предположениям главы GIB Биготта Эйзенбурга, возможно, профессор Нова платит за них оружием.

## География

Карта окрестностей Салема и Кудзу-тэцу-мати.

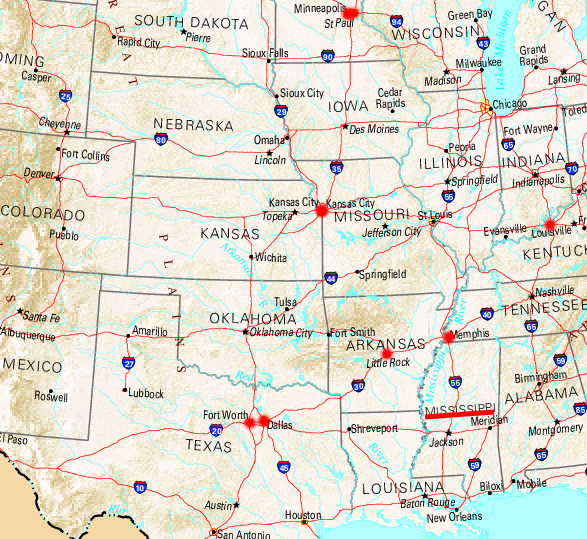
Места из Gunnm на карте США.

Вплоть до восьмого тома оригинальной манги точное место действия не раскрывается, лишь в восьмом томе появляются две карты. Одна из них изображает окрестности Салема и Кудзу-тэцу-мати, а вторая — месторасположение новой базы профессора Новы (старая находилась на одной из заброшенных фабрик Салема в Кудзу-тэцу-мати) относительно ферм 20, 21 и 23, в подписи к этой карте написано, что это старая военная база — NORAD. Таким образом информация содержащаяся в этих двух картах позволяет идентифицировать окрестности Салема и Кудзу-тэцу-мати как территорию бывших США.
Карта из восьмой части манги изображает центр США, и имеет следующие совпадения с реальной картой:
- Небесный и нижний города — Канзас-Сити (англ. Kansas City) (и любимый бар охотников за головами носит название «Канзас»)
- Руины мёртвого заброшенного города — Колорадо-Спрингс (англ. Colorado Springs)
- Подземный город со штаб-квартирой ди-джея Хаоса — Даллас (англ. Dallas) или Форт-Уэрт (англ. Fort Worth)
- Алхамбра — Алхамбра (англ. Alhambra, CA)
- База профессора Десути Новы выдолбленная в гранитной скале — военная база NORAD в горе Шайенн (англ. Cheyenne Mountain), в Колорадо (англ. Colorado), о чём прямо говорится в 9 части манги[69]
- Северная и Южная Реки («North & Southern Rivers») — Миссисипи (англ. Mississippi)
- ферма 1 — Берлингтон (англ. Burlington)
- ферма 2 — Давенпорт (англ. Davenport)
- ферма 4 — Сент-Луис (англ. Saint Louis)
- ферма 5 — Винсенс (англ. Vincennes)
- ферма 6 — Луисвилл (англ. Louisville)
- ферма 7 — Падьюка (англ. Paducah)
- ферма 8 — Нашвилл (англ. Nashville)
- ферма 9 — Мемфис (англ. Memphis)
- ферма 10 — Джефферсон-Сити (англ. Jefferson City)
- ферма 13 — Спрингфилд (англ. Springfield)
- ферма 14 — Литл-Рок (англ. Little Rock)
- ферма 15 — Питсберг (Канзас) (англ. Pittsburg)
- ферма 16 — Дарант (англ. Durant)
- ферма 17 — Талса (англ. Tulsa)
- ферма 18 — Оклахома-Сити (англ. Oklahoma City)
- ферма 19 — Уичито (англ. Wichita)
- ферма 20 — Амарилло (англ. Amarillo)
- ферма 21 — Суитвотер (англ. Sweetwater, TX)
- ферма 22 — Гарден-Сити (англ. Garden City, KS)
- ферма 23 — Джанкшн-Сити (англ. Junction City)
- ферма 24 — Омаха (англ. Omaha)
- ферма 25 — Ниобрара (англ. Niobrara)
- ферма 27 — Де-Мойн (англ. Des Moines)
- ферма 28 — Миннеаполис (англ. Minneapolis) или Сент-Пол (англ. St. Paul)
- ферма 29 — Куинси (англ. Quincy)

## Отзывы и критика
Фантастический мир, созданный Юкито Кисиро, был отмечен положительными рецензиями на многих веб-сайтах. Обозреватель сайта MangaLife.com называет вселенную Gunnm «сложной и потрясающе убедительной». Онлайн-журнал Animefringe, посвящённый аниме и манге, превозносит «величественность творения Кисиро» и «живой, дышащий, пугающий, невероятно правдоподобный, возможно, даже пророческий взгляд на будущее человечества». Существует точка зрения, что Юкито Кисиро находился под влиянием философии Ницше.
T.H.E.M Anime Reviews пишут:
Приятной особенностью этого произведения является отображение кибернетики и техники в контексте окружающего мира, без упора на сам сюжет.
Критик Anime News Network хвалит тщательную проработку задних планов, свойственную автору, а сайт JapanVisitor.com отмечает влияние на Кисиро таких писателей, как Филип Дик («Мечтают ли андроиды об электроовцах?») и Айзек Азимов («Я, Робот»). Отдельной похвалы удостаивается «размах мира» Gunnm и тот факт, что автор показывает двоякость нанотехнологий: они могут быть использованы как в добрых целях, так и в злых.
Обозреватель Mania.com считает, что мир сам по себе ужасен, но является отражением мира нашего: «страдания и невежество против сочувствия и человечности». Gunnm-Cyclopedia.org называет авторское видение будущего очень пессимистичным. С этим согласен и рецензент «АниМаг», описывающий «драматичную атмосферу безысходности, тупика, в который человечество загнало само себя — бессменный атрибут жанра». По словам The Comics Get Serious, общество, представляющее собой «странную смесь людей, киборгов, роботов и мутантов, приковывает взгляд». На сайте DVDVerdict.com мир также назван очень мрачным, но интересным и интригующим, объединяющим элементы вселенной боевых роботов BattleTech и «Бегущего по лезвию». Один из авторов Kotaku назвал мир Юкито Кисиро «поразительным» и добавил, что в манге постоянно раскрываются «разные детали этого общества», начиная от дизайнов киборгов, «которые варьируются до сурово практичных до откровенно безумных», до архитектуры.

## Комментарии
1. ↑  Более подробно Салем был показан в окончании манги, которое позднее было убрано с целью продолжить сюжет в Gunnm: Last Order.
2. ↑  Согласно английской транскрипции, яп. ザレム транскрибируется как Zaremu, а звук «r» заменён на отсутствующий в японском языке «l». В японском языке при написании иностранных слов звук «l» всегда записывается как «r», в связи с чем при обратной транскрипции производится обратная замена.
3. ↑  Название нижнего города кудзу-тэцу-мати (クズ鉄町): кудзу — мусор, тэцу — металл, мати — город, буквально «город свалки металлолома», в английской версии было переведено как Scrapyard — «свалка». Разделение на «нижний» и «верхний» город было характерно для средневековых поселений. Верхний город обычно строился на холме, окружённом стеной, — по первоначальному плану постройки он должен был выдерживать длительную осаду. В нижнем городе жили те, кто не мог жить в верхнем по тем или иным причинам.
4. ↑  Точнее он сажает не на кол, а просто накалывает на разнообразные высокие предметы, например на флагштоки и дорожные указатели. Выглядит это как посажение на кол — с той разницей, что на один кол редко накалывали несколько человек одновременно.
5. ↑  Бункер в горе Шайен на самом деле существует, и до 2006 года в нём действительно располагалась NORAD (англ. North American Aerospace Defense, дословно «Североамериканская воздушно-космическая оборона»).[70]
6. ↑  Глава манги про «парк развлечений» называется «Thousand Faces of Madness» (с англ. — «Тысяча ликов безумия»).[71]